# Dany Ost
Dany Ost est un entraîneur et ancien footballeur belge né le 4 février 1960 à Bruxelles en Belgique. 
Il a joué comme milieu de terrain à l'Union Saint-Gilloise dans les années 1980. Avec le club de la Butte, il est Champion de Promotion B en 1983 et Champion en Division III A en 1984.
À partir de 1998, il s'est reconverti comme entraîneur.
Depuis novembre 2008, Ost entraine l'AS Eupen. Il parvient à accéder à la Jupiler Pro League  via le tour final de Division 2 en 2010, et permet à Eupen de devenir le premier club germanophone à évoluer en première division belge. Le 10 septembre 2010, il a néanmoins été renvoyé, à cause des résultats décevants. Le club n'avait gagné aucun point jusque-là et Ost a été remplacé par l'entraîneur italien Eziolino Capuano. Il trouve refuge à l'AFC Tubize. Le 13 avril 2011, il est prêté pour un mois à Eupen pour remplacer Albert Cartier, avec la mission de sauver le club en Division 1. Une pige ponctuée par un échec. Le 3 mars 2013 Danny Ost est viré du club de L'URLC